# Namatettix denticornis
Namatettix denticornis är en insektsart som beskrevs av Brown, H.D. 1970. Namatettix denticornis ingår i släktet Namatettix och familjen Lentulidae. Inga underarter finns listade i Catalogue of Life.